# Jacksonville (Texas)
Jacksonville ist eine Stadt im Cherokee County im US-Bundesstaat Texas. Das U.S. Census Bureau hat bei der Volkszählung 2020 eine Einwohnerzahl von 13.997 ermittelt.

## Geographie
Die Stadt liegt an der Kreuzung des U.S. Highway 69 mit dem U.S. Highway 79 im Nordosten des Cherokee County im mittleren Osten von Texas und hat eine Gesamtfläche von 36,6 km².
Etwa fünf Kilometer südwestlich, nicht mehr auf Gemeindegebiet, liegt der 1957 aufgestaute Lake Jacksonville, der zur Wasserversorgung angelegt wurde, aber auch zahlreiche Erholungsmöglichkeiten bietet.

## Geschichte
Die erste Besiedlung begann 1847 am Ostufer des Gum Creek. Jackson Smith baute hier ein Haus und eine Schmiede und wurde ein Jahr später auch Postmeister des Gum Creek Post Office. Durch ihn und einen weiteren Siedler namens Jackson bildete sich der Name Jacksonville für den Ort im Jahr 1850. Die International-Great Northern Railroad verlegte 1872 ihre Gleise einige Kilometer entfernt und noch im gleichen Jahr verlegten die meisten Einwohner ihren Wohnsitz in die Nähe der Bahnlinie und übernahmen den Ortsnamen.

## Demografische Daten
Nach der Volkszählung im Jahr 2000 lebten hier 13.868 Menschen in 4.882 Haushalten und 3.358 Familien. Die Bevölkerungsdichte betrug 378,7 Einwohner pro km². Ethnisch betrachtet setzte sich die Bevölkerung zusammen aus 62,60 % weißer Bevölkerung, 21,70 % Afroamerikanern, 0,48 % amerikanischen Ureinwohnern, 0,68 % Asiaten, 0,13 % Bewohnern aus dem pazifischen Inselraum und 12,72 % aus anderen ethnischen Gruppen. Etwa 1,69 % waren gemischter Abstammung und 23,04 % der Bevölkerung waren spanischer oder lateinamerikanischer Abstammung.
Von den 4.882 Haushalten hatten 35,6 % Kinder unter 18 Jahre, die im Haushalt lebten. 46,5 % davon waren verheiratete, zusammenlebende Paare. 17,9 % waren allein erziehende Mütter und 31,2 % waren keine Familien. 27,7 % aller Haushalte waren Singlehaushalte und in 13,8 % lebten Menschen, die 65 Jahre oder älter waren. Die Durchschnittshaushaltsgröße betrug 2,71 und die durchschnittliche Größe einer Familie belief sich auf 3,28 Personen.
29,2 % der Bevölkerung waren unter 18 Jahre alt, 12,1 % von 18 bis 24, 25,2 % von 25 bis 44, 17,9 % von 45 bis 64, und 15,5 % die 65 Jahre oder älter waren. Das Durchschnittsalter war 31 Jahre. Auf 100 weibliche Personen aller Altersgruppen kamen 89,9 männliche Personen. Auf 100 Frauen im Alter von 18 Jahren und darüber kamen 83,8 Männer.

Das jährliche Durchschnittseinkommen eines Haushalts betrug 25.800 USD, das Durchschnittseinkommen einer Familie 31.176 USD. Männer hatten ein Durchschnittseinkommen von 23.650 USD gegenüber den Frauen mit 19.375 USD. Das Prokopfeinkommen betrug 13.541 USD. 23,1 % der Bevölkerung und 19,2 % der Familien lebten unterhalb der Armutsgrenze. Davon waren 29,0 % Kinder und Jugendliche unter 18 Jahren und 17,7 % waren 65 oder älter.

## Söhne und Töchter der Stadt
- Bruce Channel (* 1940), Musiker
- Al Dexter (1905–1984), Country-Musiker und -Songwriter
- Jim Wade (1947–2020), Basketballspieler
- Margo Martindale (* 1951), Schauspielerin
- Josh McCown (* 1979), American-Football-Spieler
- Neal McCoy (* 1963), Country-Sänger
- Lee Rose (* ?), Country-Musiker und Radiomoderator
- Lee Ann Womack (* 1966), Country-Sängerin und Songwriterin